# Provinciale weg 847
De provinciale weg 847 (N847, lokaal bekend als Schoenaker) is een provinciale weg in de provincie Gelderland, die gebruikt wordt als gebiedsontsluitingsweg. De weg verbindt Beuningen met Wijchen. De weg begint bij de van Heemstraweg en gaat langs de westelijke rand van Beuningen richting de A73. Halverwege Beuningen en Wijchen is er nog een aansluiting richting recreatiepark De Groene Heuvels. Iets verderop sluit de weg aan op de A326.
N23 · N34 · N224 · N225 · N229 · N233 · N271 · N301 · N302 · N303 · N304 · N305 · N306 · N307 · N308 · N309 · N310 · N311 · N312 · N313 · N314 · N315 · N316 · N317 · N318 · N319 · N320 · N322 · N323 · N324 · N325/A325 · N326/A326 · N327 · N329 · N330 · N331 · N332 · N333 · N334 · N335 · N336 · N337 · N338 · N339 · N340 · N341 · N342 · N343 · N344 · N345 · N346 · N347 · N348/A348 · N349 · N350 · N351 · N352 · N375 · N377

N418 · N701 · N702 · N703 · N704 · N705 · N706 · N707 · N708 · N709 · N710 · N711 · N712 · N713 · N714 · N715 · N716 · N717 · N718 · N719 · N720 · N727 · N731 · N732 · N733 · N734 · N735 · N736 · N737 · N738 · N739 · N740 · N741 · N742 · N743 · N744 · N745 · N746 · N747 · N748 · N749 · N750 · N751 · N752 · N753 · N754 · N755 · N756 · N757 · N758 · N759 · N760 · N761 · N762 · N763 · N764 · N765 · N766 · N768 · N781 · N782 · N783 · N784 · N785 · N786 · N787 · N788 · N789 · N790 · N791 · N792 · N793 · N794 · N795 · N796 · N797 · N798 · N800 · N801 · N802 · N803 · N804 · N805 · N806 · N810 · N811 · N812 · N813 · N814 · N815 · N816 · N817 · N818 · N819 · N820 · N821 · N822 · N823 · N824 · N825 · N826 · N827 · N830 · N831 · N832 · N833 · N834 · N835 · N836 · N837 · N838 · N839 · N840 · N841 · N842 · N843 · N844 · N845 · N846 · N847 · N848 · N852 · N855

Cursief vermelde wegen zijn voormalige provinciale wegen.